# Thatta

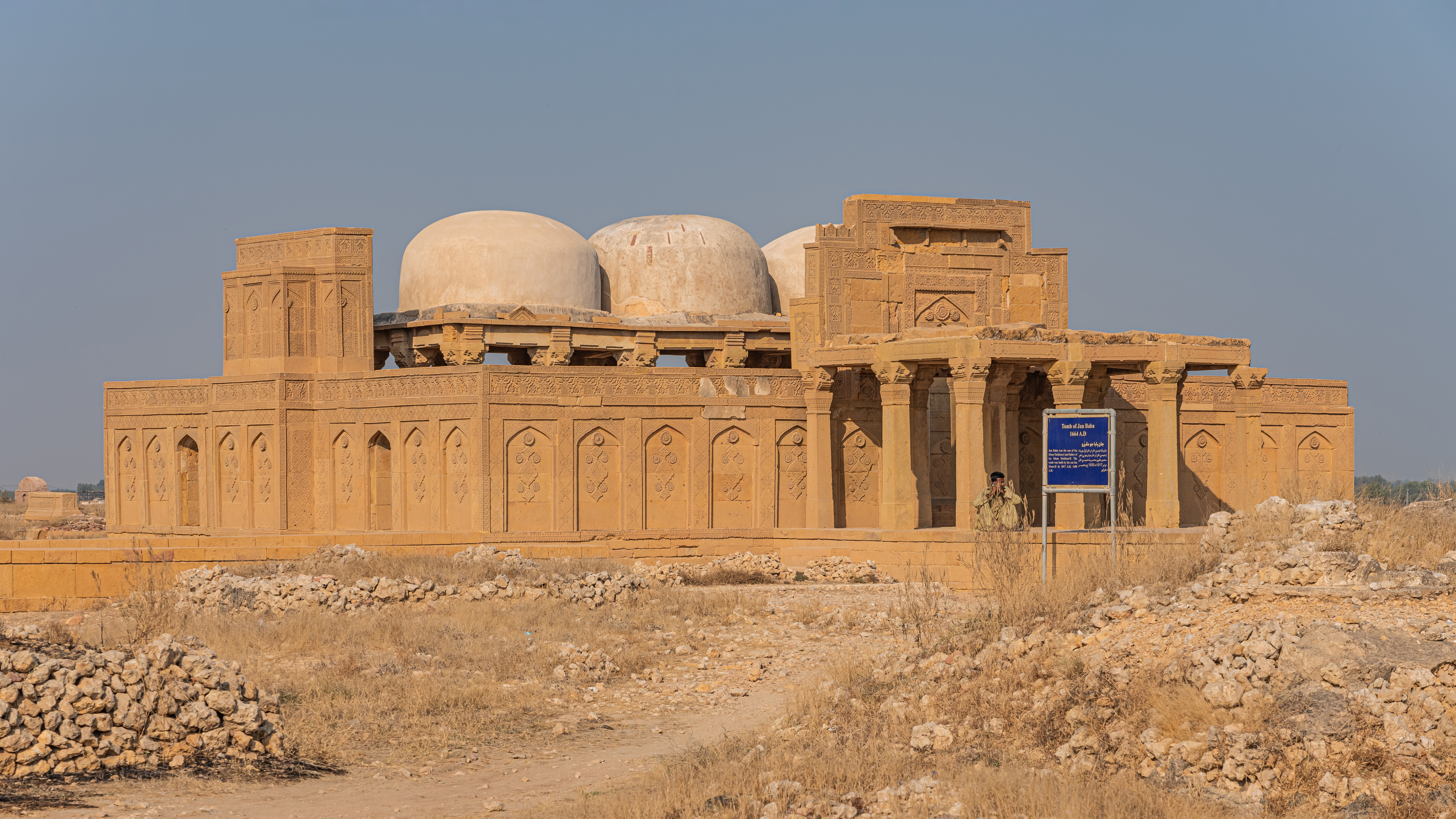
Necrópole de Makli.

Thatta é uma antiga cidade do Paquistão com aproximadamente 220 000 habitantes, localizada na província de Sind, próxima ao lago Keenjhar. Foi antigamente capital de Sind, e durante o período mogol foi constantemente embelezada. Muitos monumentos da cidade fazem parte do sítio histórico declarado patrimônio da humanidade pela Unesco, em 1981. Devido à sua proximidade à cidade de Karachi, Thatta é bastante procurada por turistas que visitam a região.